# Sherden

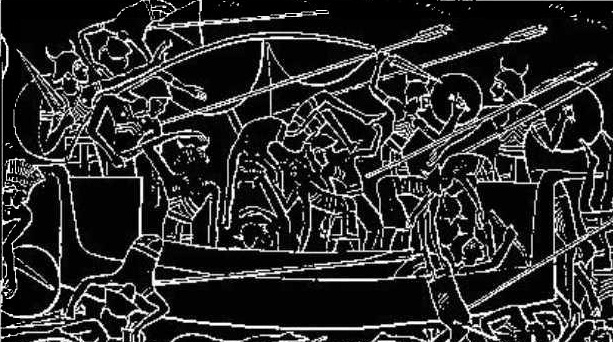
Sherdenfolket i strid, avbildat i Medinet Habu (Ramsestemplet) i Luxor.

Sherdenfolket (även Shardana, Sherdanu, Shekelesh, Teresh) var ett av flera folkslag som skall ha utgjort de så kallade sjöfolken. De omnämns kort i egyptiska och ugaritiska källor under det sena 1000-talet f.Kr.
På reliefer visas de ofta bärandes runda sköldar och spjut, dolkar eller raka svärd och även ibland med harnesk och kiltar. Den mest utstickande delen av deras utrustning är dock deras hornprydda hjälmar som i alla fall utom tre även har en rund orb eller soldisk i mitten. Deras harnesk liknar den harnesk som bars av filistéer under perioden och deras svärd verkar vara en förstoring av de dolkar som användes i södra Europa under perioden. Den amerikanske historikern Robert Drews menar att detta svärd användes av både sherder och filistéer och var effektivt mot stridsvagnar vilket gjorde dem till populära legoknektar under perioden. Denna teori har dock mött stark kritik av andra samtida historiker.

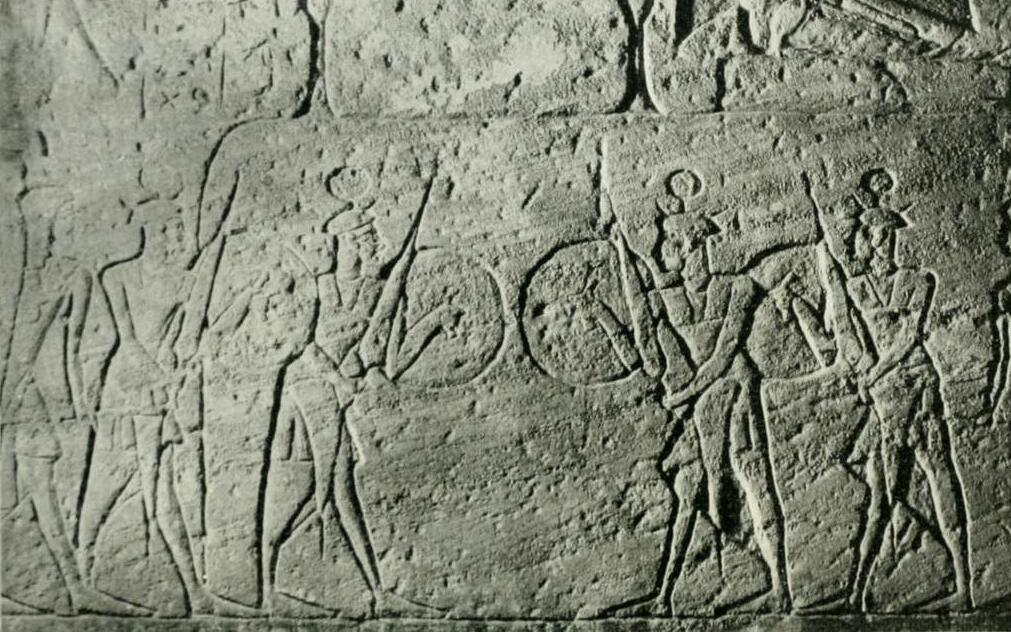
Medlemmar ur Ramses II livgarde i Abu Simbel.

## Historiska källor om Sherdenfolket
Den tidigaste benämningen av vad som tros vara Sherdenfolket (Sherdanu) tros vara det folk som Rib-Hadda, borgmästare av Byblos, skriver om till farao Akhenaten i Amarnabreven. Även om de senare kom att bli kända som plundrare från havet och legoknektar nämner breven inte något sådant. Inte heller nämner de vad dessa Sherdanufolk faktiskt är. Det är därmed oklart om det är just Sherdenfolket som breven talar om. 

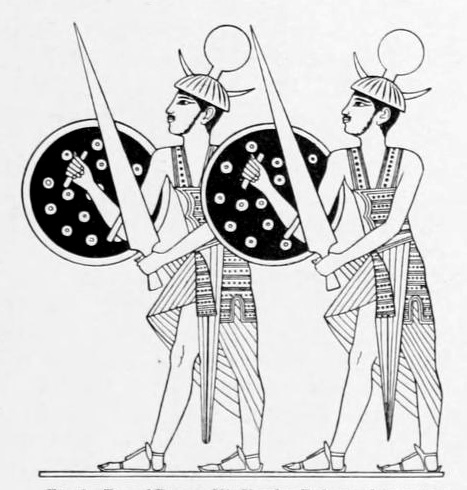
Medlemmar ur Ramses II livgarde i Abu Simbel. Avritat på 1800-talet för en mer detaljrik bild. Notera den stiltypiska sherdenska utrustningen.

Den första säkra benämningen av Sherdenfolket kommer från farao Ramses II:s tid (1279-1213 f.Kr.). Ramses besegrade Shedenfolket i ett sjöslag under sitt andra år på tronen (1278 f.Kr.) när de försökte plundra handelsskepp vid Egyptens kust. Efter slaget verkar faraon ha inlemmat Sherdenfolkets krigare i sin armé och sitt personliga livgarde. En stele i Tanis från perioden berättar om Sherdenfolket och deras ständiga hot mot den egyptiska medelhavskusten   
"De bångstyriga Sherden som ingen tidigare besegrat,de kom djärvt seglande i sina krigsskepp från havets mitt där ingen kunde stå emot dem". Sherdenkrigarna kom efter slaget ofta att avbildas i reliefer av Ramses II:s livgarde och de skall ha stridigt vid hans sida i slaget vid Kadesh. På relieferna syns de med sina runda sköldar, stora svärd och hornbeprydda hjälmar.  
Årtionden senare skulle sjöfolken, och däribland Sherdenfolket, anfalla Egypten igen och besegras av Ramses II:s son Merneptah och sedan åter en gång av hans son Ramses III. En egyptisk skrift från 1100-talet f.Kr., berättar att Sherdenfolket bosatt sig i området som idag kallas Palestina. Skriften menar att de tillåtits bosätta sig där med andra sjöfolk efter att Ramses III besegrat dem och att de lydde under Egypten. 
Den Italienske orientologen Giovanni Garbini menar att Sherdenfolket bosatte sig området kring norra Palestina där de skulle ha blivit den israelitiska Zebulunstammen. Området skall även ha innehållit en by vid namn Sared. Arkeologen Adam Zertal föreslog dock att Sherdenfolket bosatte sig i norra Israel och menade att den bibliske Sisera var en Sherdengeneral och att Sherdenfolkets huvudstad var Harosheth Haggoyim som Adam menade låg vid el-Ahwat då utgrävningar av platsen har visat att ruinerna där liknar Nuragbyggnader funna i Sardinien. Adams teori anses dock inte trovärdig bland de flesta forskare.

## Samband med sjöfolken
Sherdenfolket verkar ha varit en av de mer framstående folkgrupperna som sysselsatte sig med kusträder och pirataktivitet under 1200-talet f.Kr., Första gången de nämns under namnet Sherden är på Ramses stele i Tanis som beskriver ""De bångstyriga Sherden som ingen tidigare besegrat, de kom djärvt seglande i sina krigsskepp från havets mitt där ingen kunde stå emot dem, men han plundrade dem med seger från sin tappra arm och de bars iväg till Egypten". Det verkar som att vissa av de tillfångatagna Sherdenfolket tvingades börja arbeta åt Egypterna. De avbildas som tidigare nämnt i farao Ramses livgarde men de kan även ha arbetat som skeppsbyggare och som rådgivare i den egyptiska flottan. Det är möjligt att Sherdenfolket influerade de hybridskepp som ses avbildade i slaget om nildeltat mellan Egypten och sjöfolket.
Historikern Michael Wood  har förslagit att Sherdenfolkets räder låg bakom den Mykenska kulturens fall och att de i och med det övertog delar av den kulturen. Ett motargument är dock att även om Egeiska influenser kan ses i Filistéernas (ett sjöfolk som kom att bosätta sig i södra Kanaan under järnåldern) kultur så finns det inga bevis för att Sherdenfolket skall ha delat samma kultur. Det är okänt vart Sherdenfolket bosatte sig efter bronsålderskollapsen utöver en text som nämner att det skall ha varit någonstans i vad som idag kallas Palestina. De enda källorna som helt klart nämner Sherdenfolket över huvud taget är de Egyptiska källorna. 

## Ursprung
Egypterna nämner inte vilket landområde Sherdenfolket kommit från och de grekiska och hettitiska källorna verkar inte nämna dem över huvud taget vilket tyder på att de åtminstone ej kom från den grekiska övärlden eller Anatolien. Detta är dock omdebatterat.

### Östligt ursprung

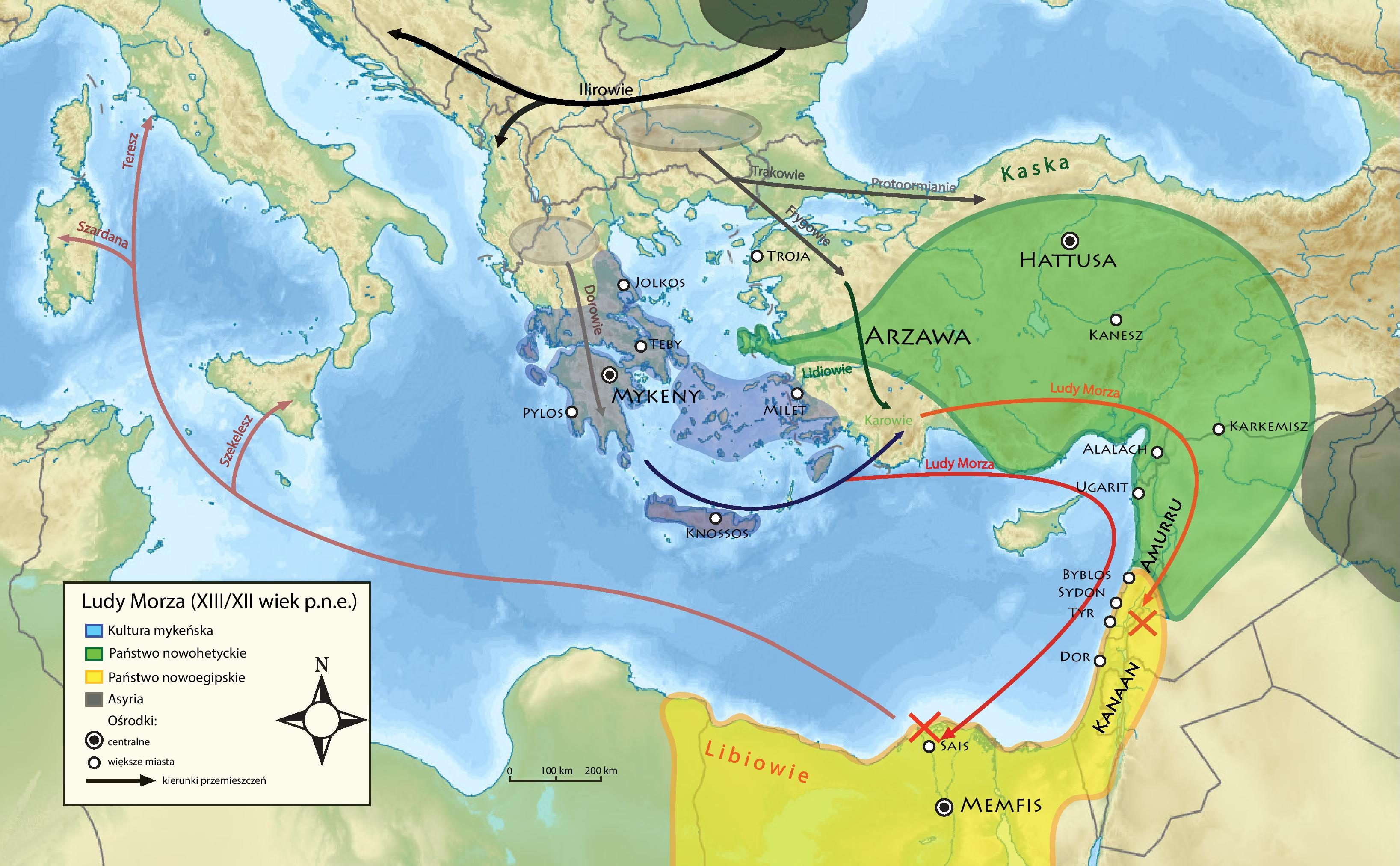
Sjöfolkets spridning i "Östteorin"

Den brittiske arkeologen Margaret Guido (1912–1994) drog slutsatsen att teorin om att Sherdenfolket kommit från västra medelhavet är tunn. Hon föreslog istället att Sherdenfolket kom från Jonien i västra centralanatolien. Hon föreslog att de kom från Sardis och sardisfälten och att området fått sitt namn efter dem. Sardisfälten var bosatt under bronsåldern av en nu okänd folkgrupp och Margaret menar att Sherdenfolket där trycktes undan av den hettitiska expansionen samt torka. De skall då ha tvingats fly till den grekiska övärlden där brist på land ledde dem till att söka sig till havs för varor och expansion. Hon menar även att de från de grekiska öarna begett sig till Sardinien som de bosatt:
"Om några dominerande ledare anlände till Sardinien några århundraden innan Fenicierna skulle det förklara mycket om den sardinska förhistorien. Deras orientaliska rustningsstil och krigstaktik vilka representeras på bronsavbildningar flera århundraden senare, att de använde sig av koppar från Cypern, den plötsliga utvecklingen och innovativa designen av Nuragerna vid millennieskiftet 1000 f.Kr., och uppstånden av religiösa riter så som dyrkandet av heliga källor. Detta om dessa saker inte introducerades av Fenicierna själva vid ett senare tillfälle."
Att notera är att rustningsstilen som liknar de rustningar Sherdenfolket avbildas med endast dyker upp på Sardinien cirka 900 f.Kr., alltså långt efter sjöfolkens tid. Det är möjligt att en del av dem bosatte sig i Sardinien strax efter att de besegrats av Ramses III och att arkeologer helt enkelt inte hittat de tidiga Sherdenfolkets rustningar alternativt att de kom till Sardinien på 900 f.Kr., ungefär samtidigt som Fenicierna och Etruskerna. Eller att de inte var på Sardinien över huvud taget och att de fynd som gjorts är Feniciska. 

### Västligt  ursprung
Teorin om att Sardinien bosattes av folkslag från östra Medelhavet under den sena bronsåldern har avslagits av den Italienske arkeologen Massimo Pallottino och i mer modern tid Giovanni Ugas. De menar att Sherdenfolket var den ursprungliga Sardinska Neurag-civilisationen. Massimo Pallottino var med och gjorde utgrävningarna vid Sant'Iroxi där flera svärd och knivar i arsenikbrons från 1600-talet f.Kr., återfanns. Fyndet visade att de neuragiska stammarna använde sig av bronssvärd redan på mitten av 1000-talet f.Kr., som liknar de raka svärd Sherdenfolket avbildats med i egyptiska källor. Övriga bevis är även bronsstatyer från 1100-talet f.Kr., föreställandes krigare med runda sköldar och hornprydda hjälmar vilket liknar de egyptiska avbildningarna av Sherdenfolket. Svärd som liknar de svärd funna på Sardinien har även avbildats på en staty-menhir i Filitosa i södra Korsika. Den italienske arkeologen Giovanni Lilliu noterade även att perioden då egyptierna nämner Sherdenfolket och dess räder (1200-1100-talet f.Kr.) verkar vara den period då Neurag-civilisationen var på sin absoluta zenit. Robert Drews menar att Sardinier från Cagliaribukten och dess närliggande områden på denna tid uppmuntrades till att bli krigare, lämna sin hem-ö och söka lyckan i kungarikena kring östra Medelhavet. 

2010 återfanns nuragiska krukrester i  Kokkinokremmos i Cypern, en plats som skall ha varit bebodd av sjöfolk vilket ger mer tyngd till teorin om att Sherdenfolket faktiskt kom från Sardinien. 2008 utvecklades "Sherdanaprojektet" vilket är ett samarbete mellan universitetet i Genoa och Medelhavsuniversitetet i Taranto med syftet att samla möjlig information om Sherdenfolket både inom och utanför det egyptiska riket. Målet är att fastställa det möjliga sambandet mellan Sherdenfolket och västra Medelhavets övärld i ett mer brett perspektiv samt att omvärdera de källor som finns om Sherdenfolket. 

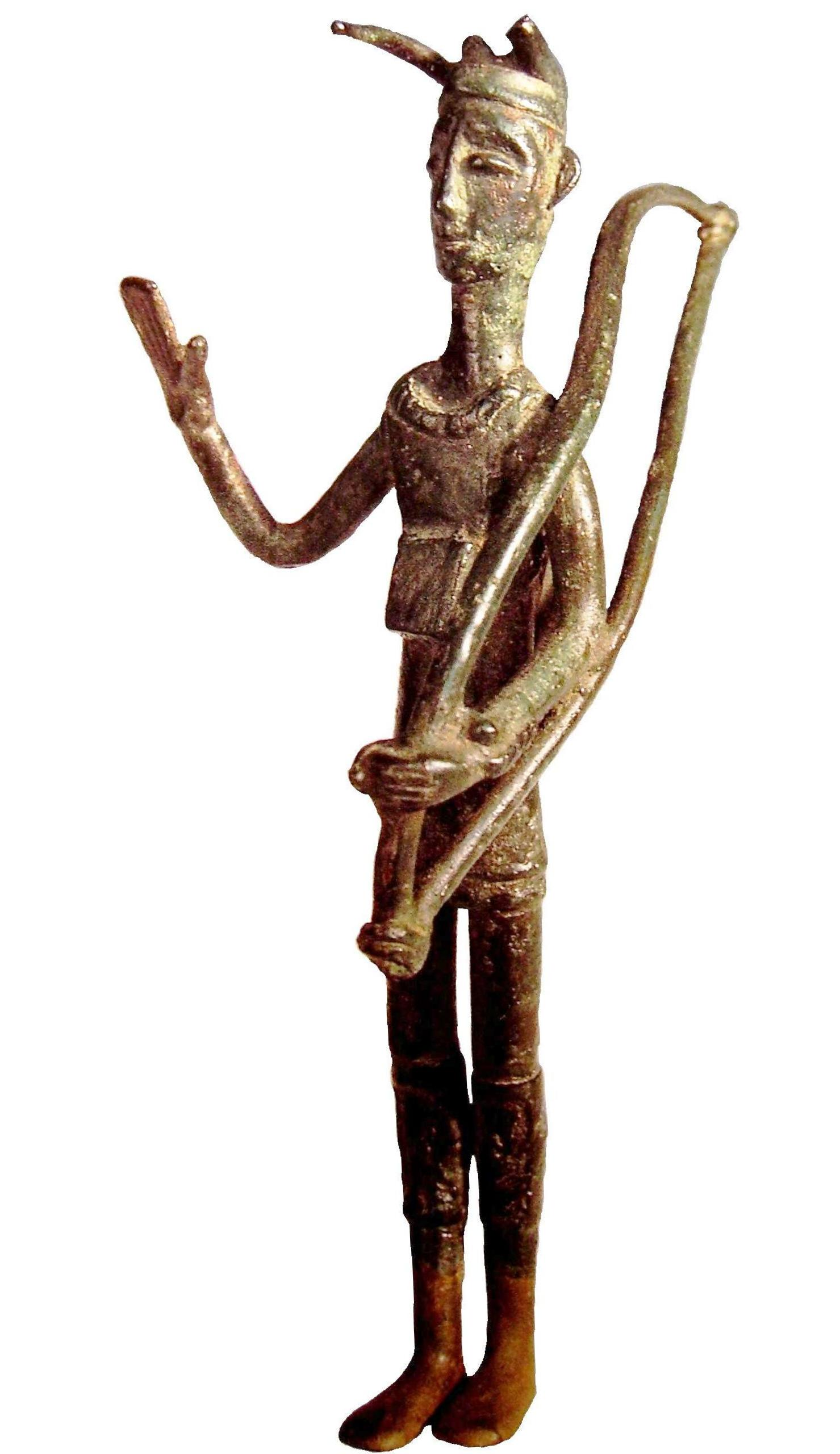
Neuragisk bronsstaty från Sardinien föreställande bågskytt.
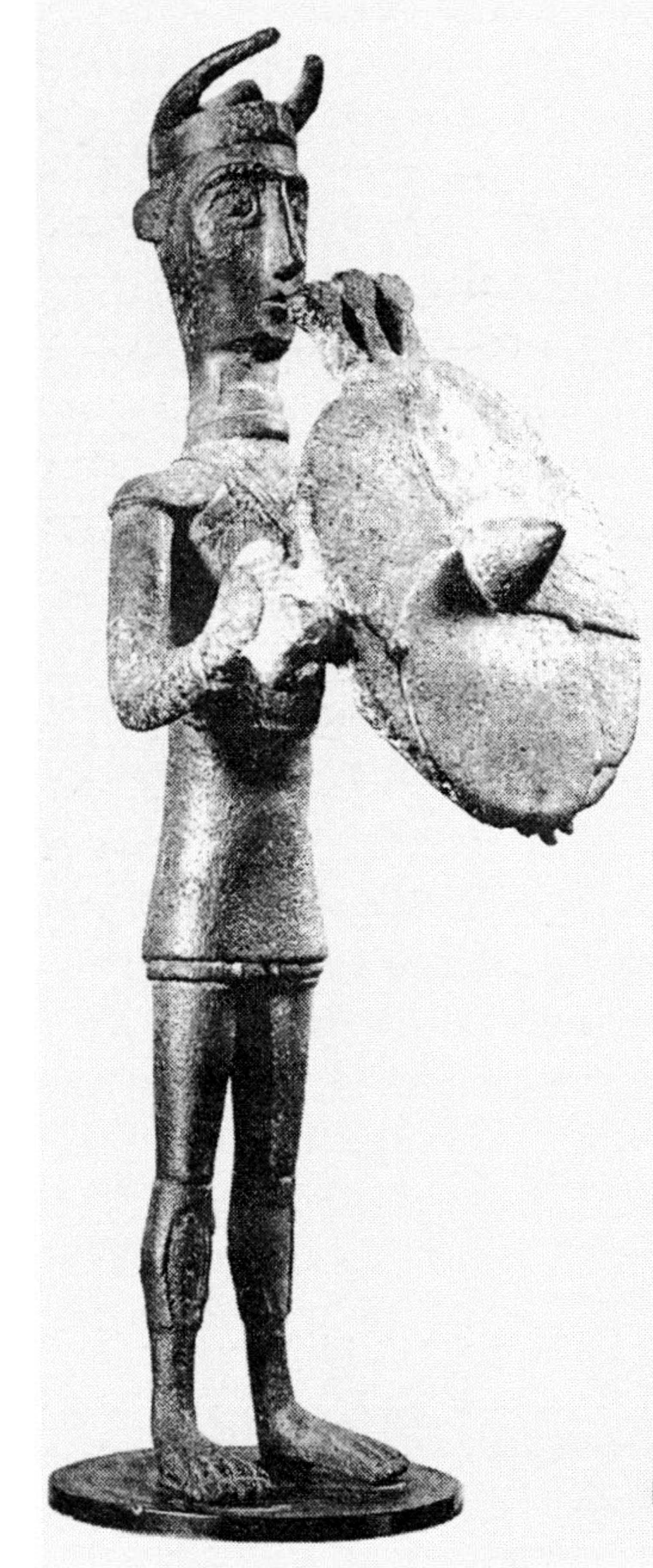
Neuragisk bronsstaty från Sardinien föreställande krigare.